# La Chapelle-d’Aligné
La Chapelle-d’Aligné ist eine französische Gemeinde mit 1.725 Einwohnern (Stand 1. Januar 2022) im Département Sarthe in der Region Pays de la Loire; sie ist Teil des Arrondissements La Flèche und des Kantons La Flèche. Die Einwohner werden Chapellois genannt.

## Geographie

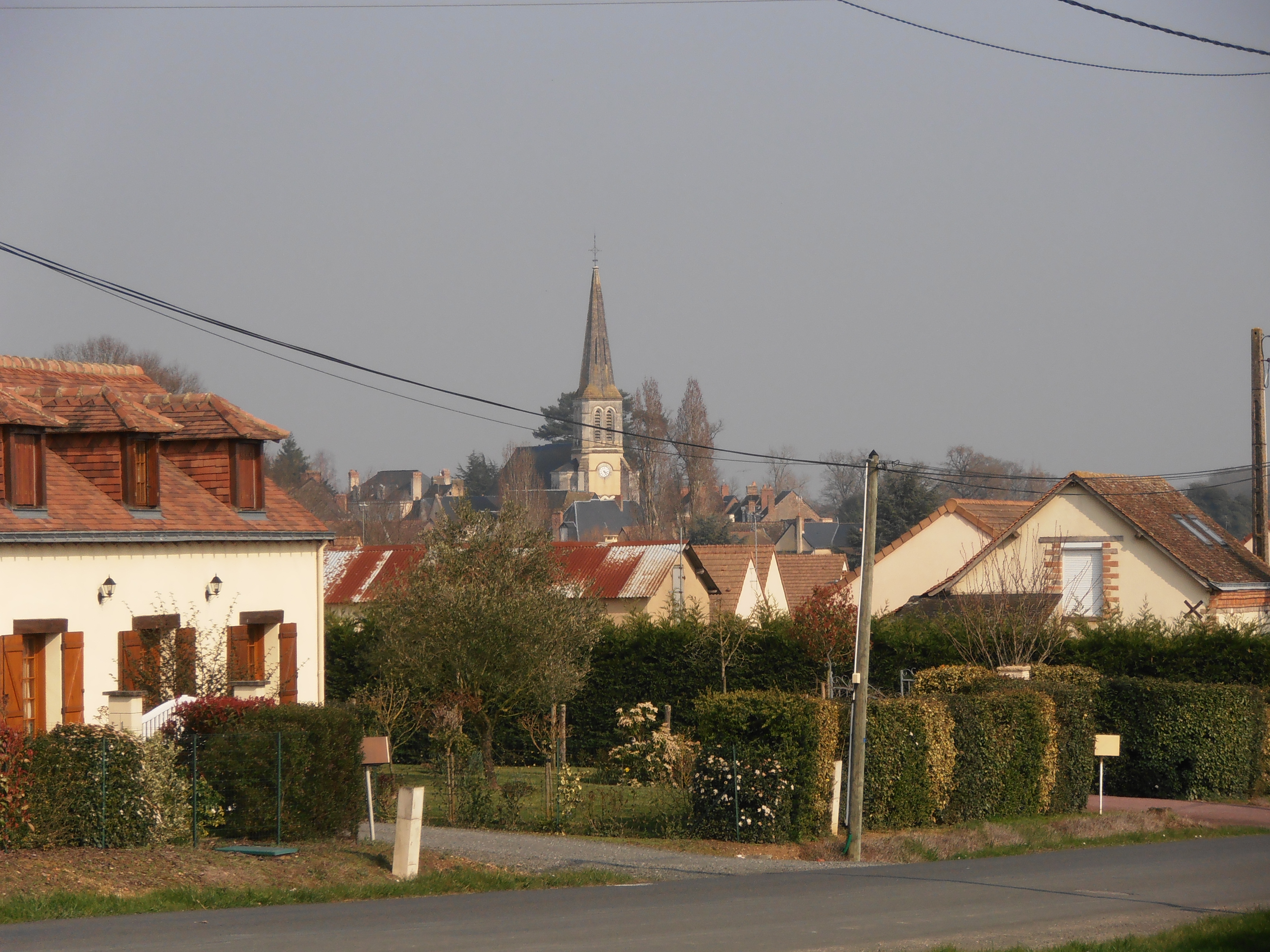
Blick auf La Chapelle-d’Aligné

La Chapelle-d’Aligné liegt etwa 44 Kilometer südwestlich von Le Mans. Umgeben wird La Chapelle-d’Aligné von den Nachbargemeinden Louailles im Norden, Le Bailleul im Nordosten, Crosmières im Osten, Durtal im Süden, Notre-Dame-du-Pé im Südwesten sowie Précigné im Westen.
Durch die Gemeinde führt die Autoroute A11. An der östlichen Gemeindegrenze verläuft das Flüsschen Argance, ein Nebenfluss des Loir. Im Norden entspringt die Voutonne, die zur Sarthe entwässert.

## Bevölkerungsentwicklung
| Jahr                      | 1962 | 1968 | 1975 | 1982 | 1990 | 1999 | 2006 | 2013 |
| Einwohner                 | 1235 | 1148 | 1067 | 1041 | 1098 | 1165 | 1342 | 1613 |
| Quelle: Cassini und INSEE |      |      |      |      |      |      |      |      |

## Sehenswürdigkeiten
- Kirche Saint-Jean-Baptiste
- Schloss und Garten Les Gringuières aus dem 17. Jahrhundert, Monument historique
- Herrenhaus Les Alignés aus dem 15. Jahrhundert

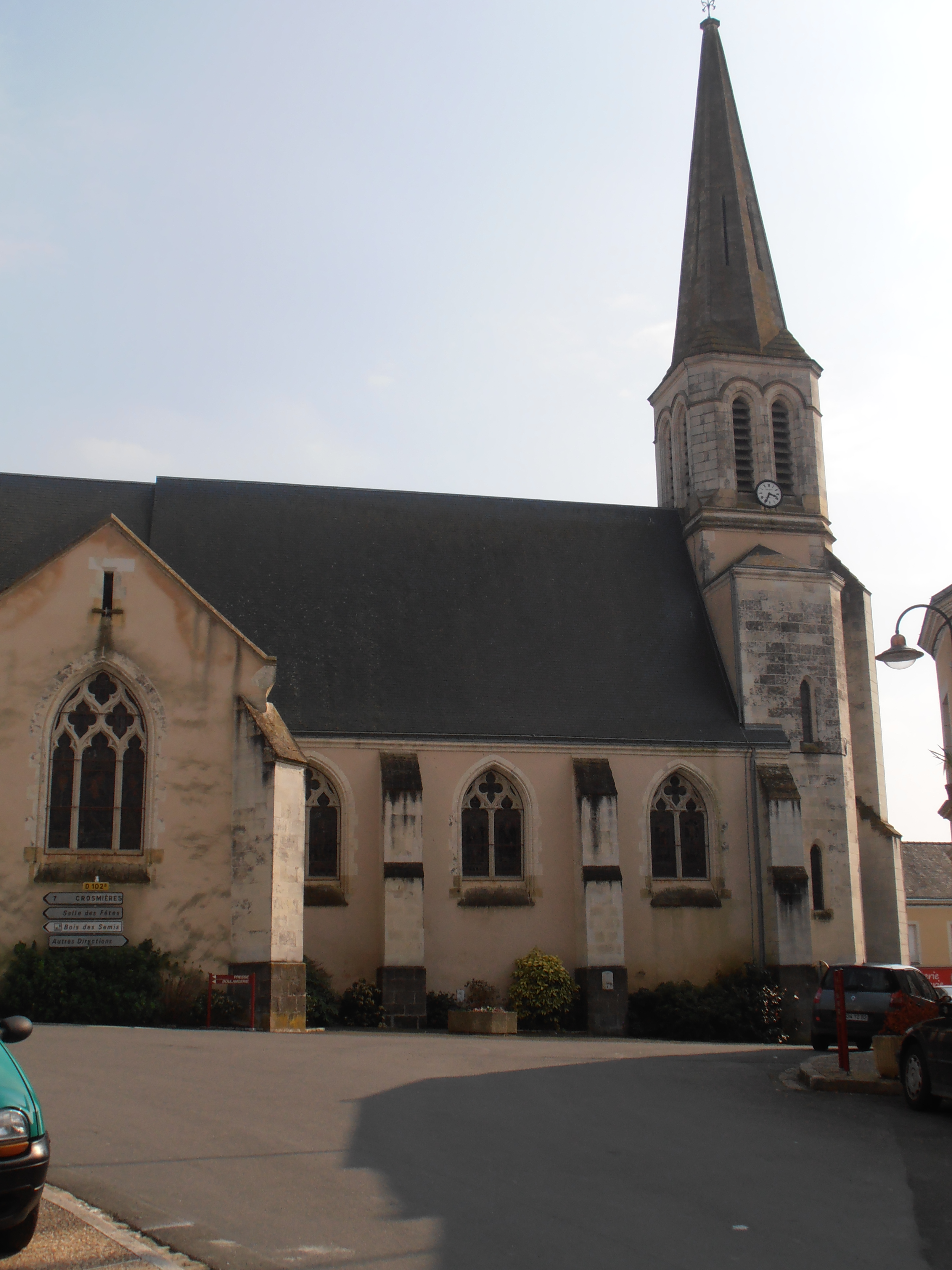
Kirche Saint-Jean-Baptiste
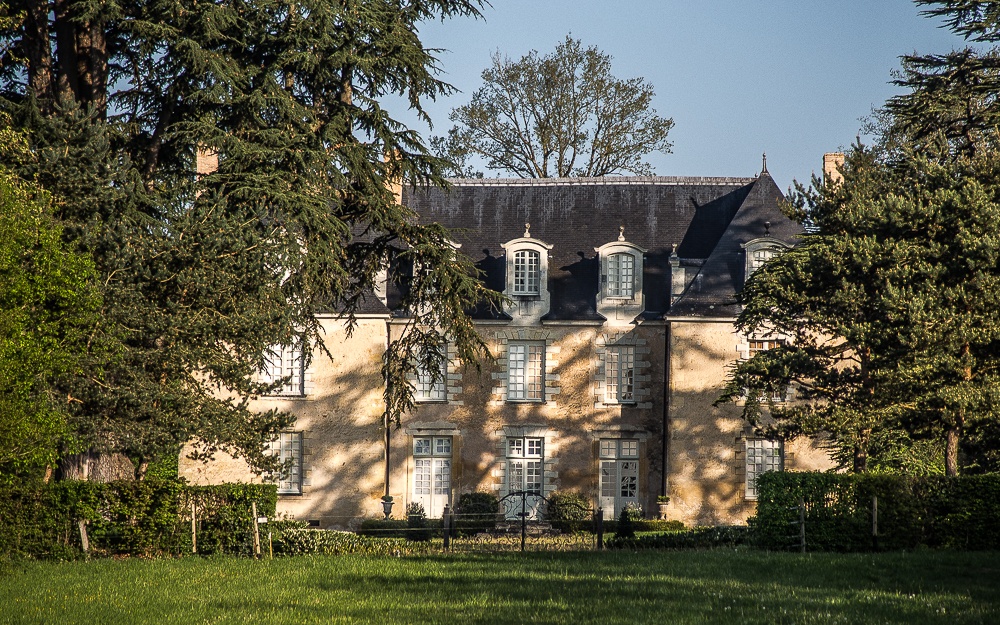
Schloss Les Gringuières